# Co-kathedrale basiliek van de Heilige Nicolaas
De Co-kathedrale basiliek van de Heilige Nicolaas is een rooms-katholieke kerk in de binnenstad van Amsterdam en is een co-kathedraal van het bisdom Haarlem-Amsterdam. De kerk, oorspronkelijk de H. Nicolaas binnen de Veste geheten, is gebouwd in de periode 1884-1887 naar een ontwerp van de architect Adrianus Bleijs (1842-1912). De Sint-Nicolaasbasiliek is de derde kerk in Amsterdam die is gewijd aan Nicolaas van Myra. De eerste, de huidige Oude Kerk, is tijdens de Alteratie in 1578 meegegaan met de reformatie. De tweede was een rooms-katholieke schuilkerk aan de Oudezijds Voorburgwal, die nu vooral bekend is onder de naam Ons' Lieve Heer op Solder.
De basiliek ligt schuin tegenover het Centraal Station aan de Prins Hendrikkade, en loopt door tot en grenst aan het water van de Oudezijds Kolk. De basiliek maakt deel uit van de binnenstadsparochie van de Heilige Nicolaas.

## Status
Aan de Sint-Nicolaaskerk is door de Romeinse Congregatie voor de Goddelijke Eredienst per 8 december 2012 de eretitel van basiliek (basilica minor) toegekend.
In 2025 is de Sint-Nicolaasbasiliek te Amsterdam verheven tot co-kathedraal van het bisdom Haarlem-Amsterdam. De hoofdkerk van dit bisdom blijft de kathedraal Sint-Bavo (Koepelkathedraal) in Haarlem. Daarom heeft de Sint-Nicolaasbasiliek officieel de titel van co-kathedraal, omdat hier een tweede bisschopszetel is. De co-kathedraal heeft dezelfde faculteiten en verantwoordelijkheden als een kathedraal en deelt in deze waardigheid. Het was een cadeau van Paus Franciscus voor het 750-jarig bestaan van Amsterdam.
De kerk werd op 8 maart 2025 door de bisschop van Haarlem-Amsterdam, Jan Hendriks, als co-kathedrale kerk in gebruik genomen. De bisschopszetel is afkomstig uit het Kathedraal Museum in Haarlem. Het betreft de ‘Stoel met griffioenen’, de zetel die de eerste bisschop van Haarlem Franciscus Jacobus van Vree in bezit nam toen hij in 1853 werd aangesteld na het herstel van de bisschoppelijke hiërarchie in Nederland. Daarmee was na 270 jaar een einde gekomen aan het door de protestanten opgelegde verbod op het openbaar belijden van het katholicisme.

## Kerkgebouw
De kerk werd op 7 februari 1887 gewijd. Bisschop Casper Bottemanne trad op als bouwheer. Het eclectische kerkgebouw is in verschillende neostijlen gebouwd: neorenaissance en neobarok. Daarmee wijkt het af van de in die tijd gebruikelijke voorkeur voor neogotiek bij katholieke kerkgebouwen.
Aan de voorzijde staan twee torens met er tussenin een groot rad- of roosvenster. Het front is niet helemaal symmetrisch: de westelijke toren staat meer naar voren dan de oostelijke toren. Hierdoor staan beide torens even ver van de straat, die iets schuin loopt ten opzichte van de kerk. De basiliek is gebouwd als een driebeukige kruiskerk en bestaat uit een schip en een enkel transept of dwarsschip. Achter in het schip bevindt zich het koor, waarnaast, in de hoeken van transept en schip, twee kapellen liggen. Op de kruising van schip en transept staat een hoog opgaande, achthoekige toren met barokke koepel en lantaarn, met daarboven een kruis.
Een groot deel van het schilderwerk in het interieur, waaronder de kruiswegstaties, is van de hand van Jan Dunselman. De Vlaamse beeldhouwer Emil Van den Bossche maakte het Christusbeeld en symbolen van de vier evangelisten voor het roosvenster, het beeld van Maria met kind voor het Maria-altaar, een Heilig Hartbeeld en beelden van de heiligen Nicolaas en Gertrudis. Enkele jaren na de opening van de kerk maakte Van den Bossche ook drie bronzen reliëfs: in 1889 twee van het Mirakel van Amsterdam voor het hoofdaltaar en in 1892 nog een van de heilige Jozef voor het Sint-Jozefaltaar.
Het orgel is opusnummer 505 van de Duitse orgelbouwer Wilhelm Sauer (1831-1916) uit Frankfurt aan de Oder. Het heeft drie manualen, een vrij pedaal en 40 registers. Op 12 juni 1889 werd het instrument ingewijd met een concert door Jos. A. Verheijen. Het werd in 1999-2002 gerestaureerd door de firma Verschueren te Heythuysen.
Na een periode van verwaarlozing werd de kerk na ruim honderd jaar gerestaureerd. In 1999 werd een kostbare restauratie van interieur en exterieur voltooid. Hierbij werden in het middenschip acht ramen van gebrandschilderd glas aangebracht, gemaakt door Jan Dibbets.
In 2012 werd een nieuw altaar geplaatst van Belgisch natuursteen, met een bronzen voet waarin het Mirakel van Amsterdam is verwerkt. Het altaar is ontworpen door Jan-Willem van Oldeneel uit Laren, die ook de kandelaars en twee ambo's heeft ontworpen.

## Gebruik
"De Nicolaas" kent een actieve gemeenschap met een liturgie die voornamelijk gericht is op contemplatie en beleving van het mysterie. Naast de katholieke missen in het Nederlands, Engels en Spaans wordt het hele jaar door op zaterdag een Engelstalige Anglicaanse evensong uitgevoerd door een van de drie aan de basiliek verbonden koren: de St Nicholas Chorale, de Cappella Nicolai en het professionele Basilica Consort. Elke zondagmiddag van september tot en met juni zingt de Schola Cantorum Amsterdam de gregoriaanse vespers.
Op het gerestaureerde negentiende-eeuwse Sauer-orgel worden in de zomer concerten gegeven door organisten uit de hele wereld. Michael Hedley was van 2000 tot 2020 organist-titularis en muziekdirecteur in deze kerk. Hij werd opgevolgd door Giles Brightwell, met Jos Maters als assistent-organist.

## Reliek van Sint-Nicolaas
Sinds 5 december 2021 is de basiliek in het bezit van een reliek van de heilige Nicolaas van Myra. Het reliek werd geschonken door de Sint-Adelbertabdij in Egmond-Binnen, die het een kleine duizend jaar in bezit heeft gehad. Het is het eerste Nicolaas-relikwie dat in Amsterdam werd bijgezet.

## Afbeeldingen

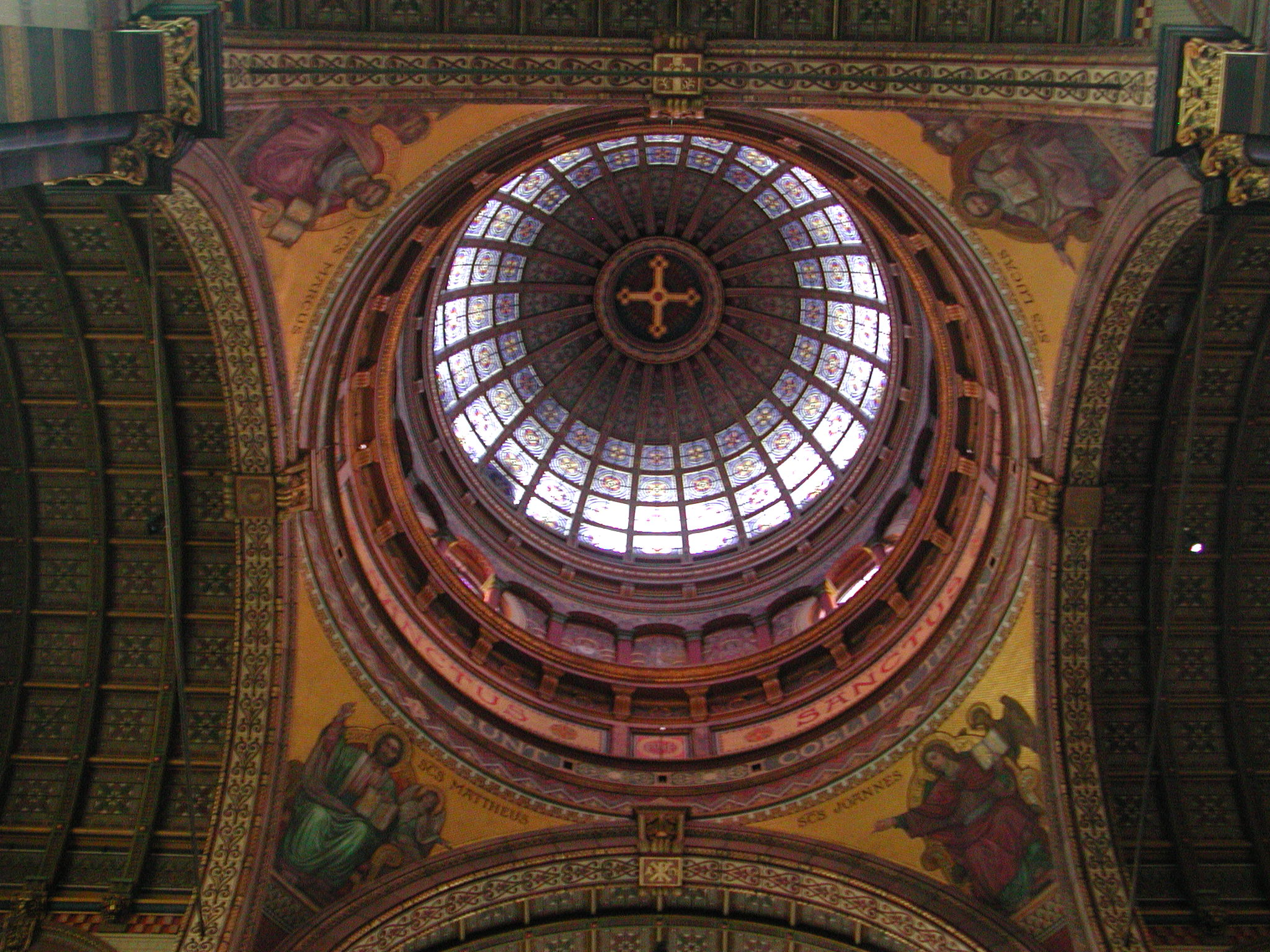
Koepel van de basiliek (2005)
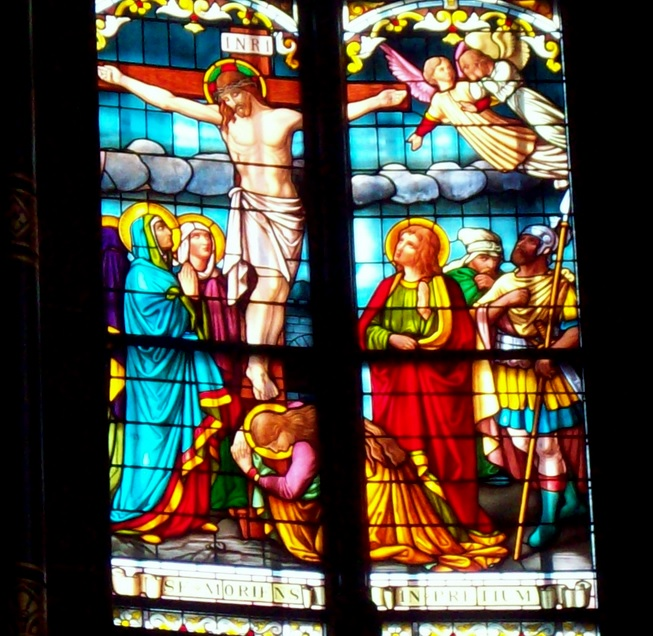
Detail van een kerkraam
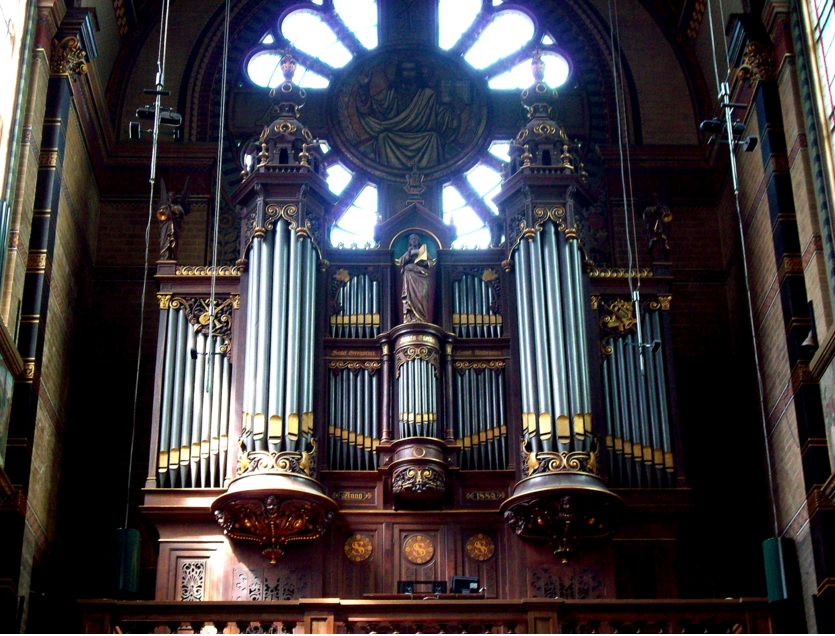
Sauer-orgel
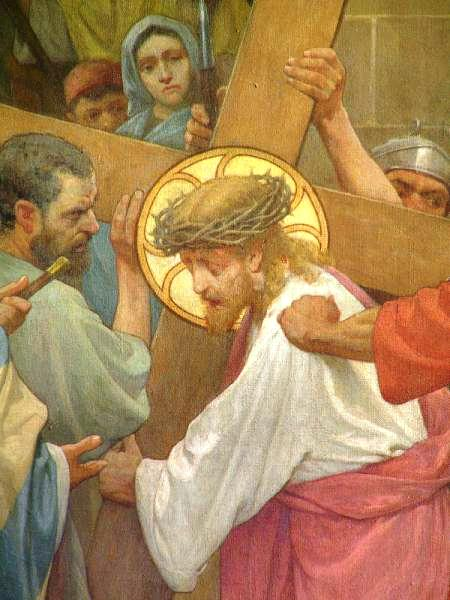
Detail kruiswegstatie van Jan Dunselman
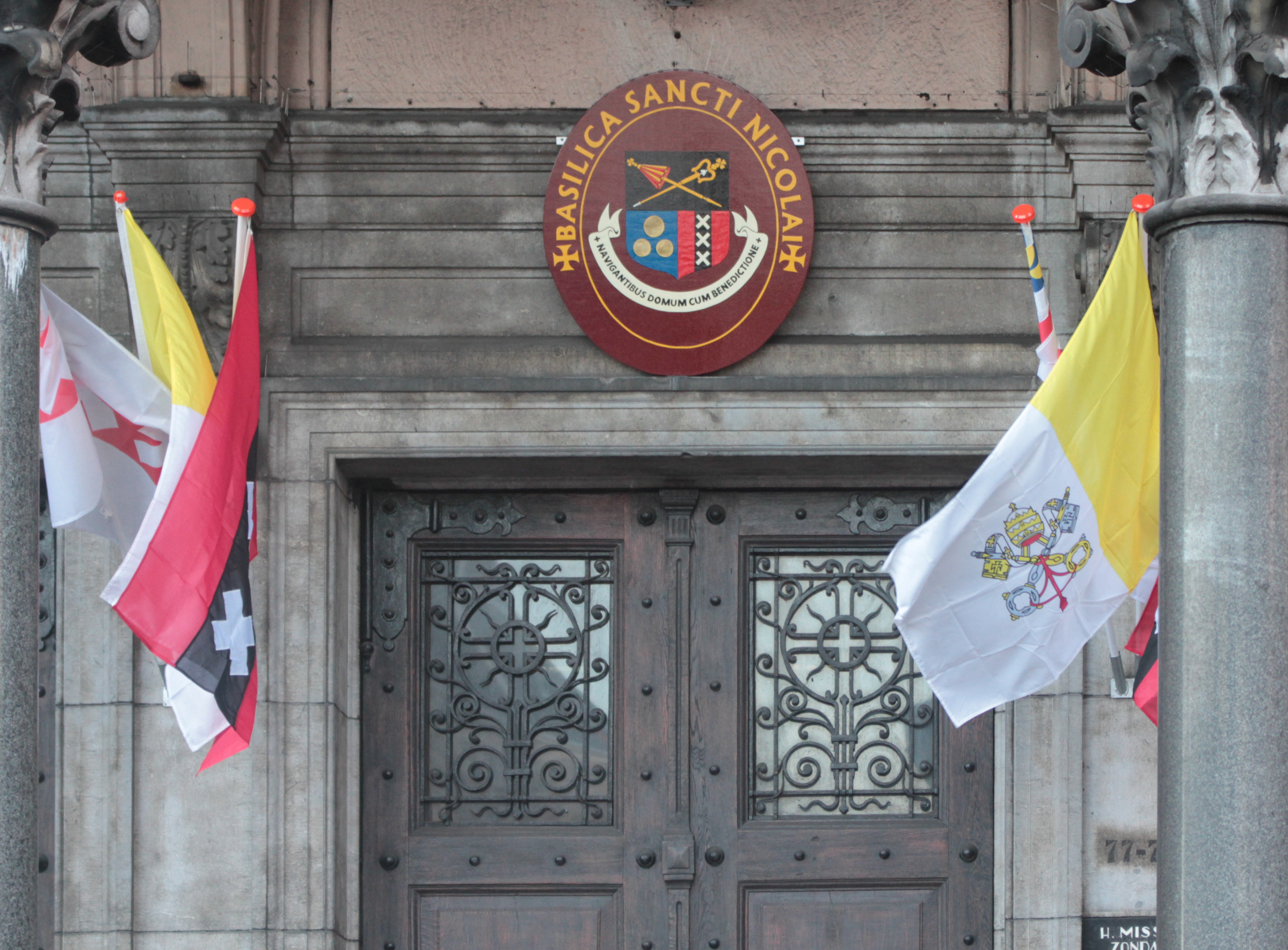
Wapenschild boven de ingang (december 2012)

## Film en televisie

### De vierde man
In de film De vierde man (1983) van Paul Verhoeven en Rob Houwer naar het gelijknamige boek van Gerard Reve loopt het filmpersonage Gerard Reve (Jeroen Krabbé) een kerk in waar hij niet Jezus, maar Herman (Thom Hoffman) aan een crucifix meent te zien hangen. De scène speelt zich af in Vlissingen of in een droom, maar het kerkinterieur in de film is dat van de Sint-Nicolaaskerk.

### God bestaat niet
In 2005 werd in de Sint-Nicolaaskerk de documentaire serie God bestaat niet van de RVU opgenomen. Achteraf distantieerde de kerk zich van het programma en probeerde met een kort geding de uitzendingen te verhinderen. De rechter bepaalde echter dat er geen grond was om de uitzendingen te verbieden.
Sint-Georgiusbasiliek (Almelo) · Co-kathedrale basiliek van de Heilige Nicolaas (Amsterdam) · Sint-Franciscusbasiliek (Bolsward) · Sint-Petrusbasiliek (Boxmeer) · Sint-Petrusbasiliek (Boxtel) · Sint-Janskathedraal (Den Bosch) · Sint-Calixtusbasiliek (Groenlo) · Kathedrale basiliek Sint Bavo (Haarlem) · Sint-Lambertusbasiliek (Hengelo Ov) · Sint-Willibrordusbasiliek (Hulst) · Sint-Nicolaasbasiliek (IJsselstein) · Sint-Jansbasiliek (Laren NH) · Onze-Lieve-Vrouwebasiliek (Maastricht) · Sint-Servaasbasiliek (Maastricht) · Basiliek van het H. Sacrament (Meerssen) · Sint-Petrusbasiliek (Oirschot) · Sint-Plechelmusbasiliek (Oldenzaal) · Sint-Jansbasiliek (Oosterhout NB) · Basiliek van de H.H. Agatha en Barbara (Oudenbosch) · Basiliek van de Heilige Kruisverheffing (Raalte) · Sint-Liduinabasiliek (Schiedam) · Basiliek van de H.H. Wiro, Plechelmus en Otgerus (Sint Odiliënberg)  · Basiliek van Onze-Lieve-Vrouw van het Heilig Hart (Sittard) · Sint-Amelbergabasiliek (Susteren) · Sint-Pancratiusbasiliek (Tubbergen) · Sint-Martinusbasiliek (Venlo) · Basiliek van Onze-Lieve-Vrouw-ten-Hemelopneming (Zwolle)